# Stromanthe jacquinii
Stromanthe jacquinii là một loài thực vật có hoa trong họ Marantaceae. Loài này được (Roem. & Schult.) H.A.Kenn. & Nicolson miêu tả khoa học đầu tiên năm 1975.

## Hình ảnh

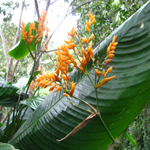
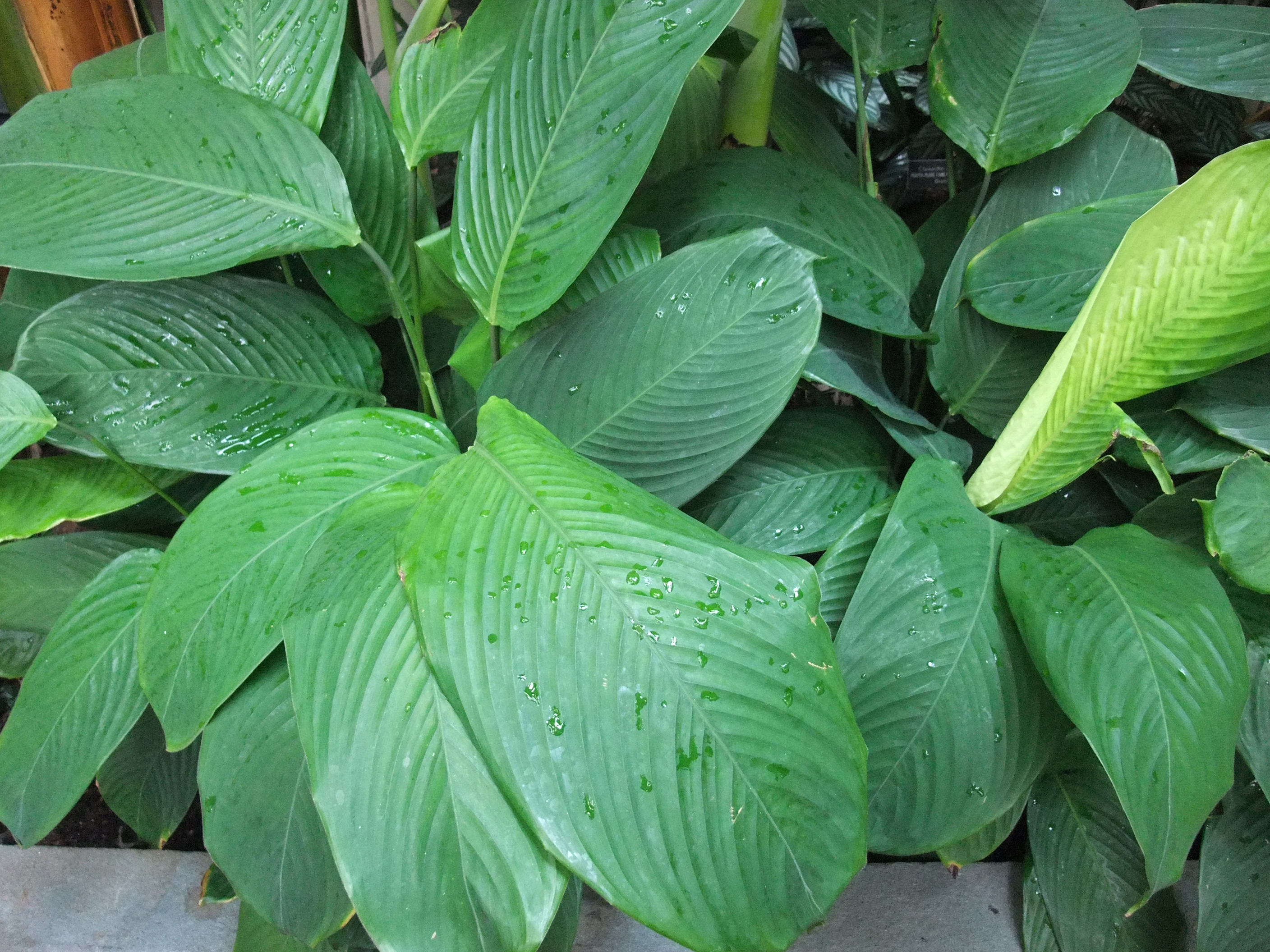